# Podstena
Podstena je naselje u Hrvatskoj u sastavu općine Skrada. Nalazi se u Primorsko-goranskoj županiji.

## Zemljopis
Sjeverno je Skrad, sjeverozapadno su Vražji prolaz i Zeleni vir i Planina Skradska, sjeveroistočno su Tusti Vrh, Veliko Selce, Malo Selce i Brezje Dobransko, istočno su Divjake, jugoistočno je Hribac.

## Stanovništvo
| broj stanovnika |       |       |       | 57    | 39    | 41    | 37    | 29    | 43    | 47    | 60    | 50    | 48    | 40    | 28    | 19    | 11    |
|                 | 1857. | 1869. | 1880. | 1890. | 1900. | 1910. | 1921. | 1931. | 1948. | 1953. | 1961. | 1971. | 1981. | 1991. | 2001. | 2011. | 2021. |